# 贝隆 (芒什省)
贝隆（法語：Beslon，法語發音：[bɛlɔ̃]）是法国芒什省的一个市镇，属于圣洛区。

## 地理
贝隆（48°50'56"N, 1°9'5"W）面积17.24 平方千米，位于法国诺曼底大区芒什省，该省份为法国西北部沿海省份，西、北、东北三面环大西洋，东起顺时针与卡爾瓦多斯省、奧恩省、马耶讷省和伊勒-维莱讷省接壤。
与贝隆接壤的市镇（或旧市镇、城区）包括：圣欧班德布瓦、拉科隆布、蒙布赖、圣塞西尔、努德谢讷。

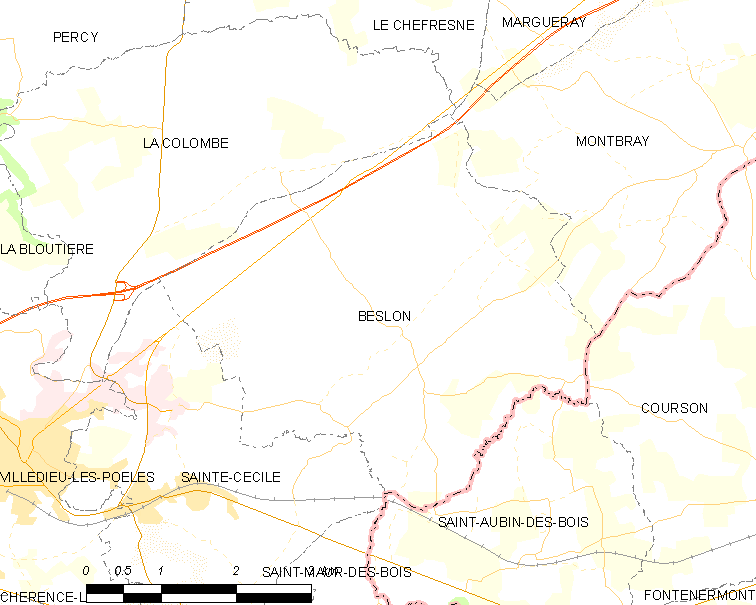
的OSM定位图

贝隆的时区为UTC+01:00、UTC+02:00（夏令时）。

## 行政
贝隆的邮政编码为50800，INSEE市镇编码为50048。

## 政治
贝隆所属的省级选区为维勒迪约莱普瓦勒-鲁菲尼县。

## 人口

1962-2008年间人口变化图示

贝隆于2022年1月1日时的人口数量为550人。